# 第44回ゴールデングローブ賞
44th Golden Globe Awards

1987年1月31日
映画賞（ドラマ部門）: 

 プラトーン 
映画賞（ミュージカル・コメディ部門）: 

 ハンナとその姉妹 
テレビシリーズ賞（ドラマ部門）: 

 L.A.ロー 七人の弁護士 
テレビシリーズ賞（ミュージカル・コメディ部門）: 

 The Golden Girls 
第44回ゴールデングローブ賞（だい44かいゴールデングローブしょう）は、1986年の映画とテレビ番組を対象としており、1987年1月31日に発表された。

## 受賞とノミネート一覧

### 映画

#### 主演男優賞（ドラマ部門）
- ボブ・ホスキンス - 『モナリザ』
  - ハリソン・フォード - 『モスキート・コースト』
  - デクスター・ゴードン - 『ラウンド・ミッドナイト』
  - ウィリアム・ハート - 『愛は静けさの中に』
  - ジェレミー・アイアンズ - 『ミッション』
  - ポール・ニューマン - 『ハスラー2』

#### 主演男優賞（ミュージカル・コメディ部門）
- ポール・ホーガン - 『クロコダイル・ダンディー』
  - マシュー・ブロデリック - 『フェリスはある朝突然に』
  - ジェフ・ダニエルズ - 『サムシング・ワイルド』
  - ダニー・デヴィート - 『殺したい女』
  - ジャック・レモン - That's Life!

#### 主演女優賞（ドラマ部門）
- マーリー・マトリン - 『愛は静けさの中に』
  - ジュリー・アンドリュース - 『デュエット・フォー・ワン』
  - アン・バンクロフト - 'night, Mother
  - ファラ・フォーセット - 『ファラ・フォーセット/レイプ・殺意のエンジェル』
  - シガニー・ウィーバー - 『エイリアン2』

#### 主演女優賞（ミュージカル・コメディ部門）
- シシー・スペイセク - 『ロンリー・ハート』
  - ジュリー・アンドリュース - That's Life!
  - メラニー・グリフィス - 『サムシング・ワイルド』
  - ベット・ミドラー - 『ビバリーヒルズ・バム』
  - キャスリーン・ターナー - 『ペギー・スーの結婚』

#### 監督賞
- オリバー・ストーン - 『プラトーン』
  - ウディ・アレン - 『ハンナとその姉妹』
  - ジェームズ・アイヴォリー - 『眺めのいい部屋』
  - ローランド・ジョフィ - 『ミッション』
  - ロブ・ライナー - 『スタンド・バイ・ミー』

#### 作品賞（ドラマ部門）
- 『プラトーン』
  - 『眺めのいい部屋』
  - 『愛は静けさの中に』
  - 『モナリザ』
  - 『スタンド・バイ・ミー』
  - 『ミッション』

#### 作品賞（ミュージカル・コメディ部門）
- 『ハンナとその姉妹』
  - 『ロンリー・ハート』
  - 『クロコダイル・ダンディー』
  - 『ビバリーヒルズ・バム』
  - 『ペギー・スーの結婚』
  - 『リトル・ショップ・オブ・ホラーズ』

#### 外国語映画賞
- 『追想のかなた』 -  オランダ
  - 『ベティ・ブルー』 -  フランス
  - 『ジンジャーとフレッド』 -  イタリア
  - 『オテロ』 -  イタリア
  - 『赤ちゃんに乾杯!』 -  フランス

#### 作曲賞
- 『ミッション』 - エンニオ・モリコーネ
  - 『ラウンド・ミッドナイト』 - ハービー・ハンコック
  - 『リトル・ショップ・オブ・ホラーズ』 - マイルズ・グッドマン
  - 『モスキート・コースト』 - モーリス・ジャール
  - 『トップガン』 - ハロルド・フォルターメイヤー

#### 歌曲賞
- "Take My Breath Away" - ジョルジオ・モロダー（作曲）、トム・ホイットロック（作詞） - 『トップガン』
  - "Somewhere Out There" - ジェームズ・ホーナー（作曲）、バリー・マン（作曲）、シンシア・ワイル（作詞） -  『アメリカ物語』
  - "Glory of Love" - デイヴィッド・フォスター（作曲）、ダイアン・ニーニ（作詞）、ピーター・セテラ（作詞） - 『ベスト・キッド2』
  - "Sweet Freedom" - ロッド・テンパートン（作曲・作詞） - 『シカゴ・コネクション/夢みて走れ』
  - "Life in a Looking Glass" - ヘンリー・マンシーニ（作曲）、レスリー・ブリッカス（作詞） - That's Life!
  - "They Don't Make Them Like They Used To" - バート・バカラック（作曲・作詞）、ケニー・ロジャース（作曲・作詞）、キャロル・ベイヤー・セイガー（作曲・作詞） - 『タフガイ』

#### 脚本賞
- 『ミッション』 - ロバート・ボルト
  - 『ブルーベルベット』 - デヴィッド・リンチ
  - 『ハンナとその姉妹』 - ウディ・アレン
  - 『モナリザ』 - ニール・ジョーダン、デヴィッド・リーランド
  - 『プラトーン』 - オリバー・ストーン

#### 助演男優賞
- トム・ベレンジャー - 『プラトーン』
  - マイケル・ケイン - 『ハンナとその姉妹』
  - デニス・ホッパー - 『ブルーベルベット』
  - デニス・ホッパー - 『勝利への旅立ち』
  - レイ・リオッタ - 『サムシング・ワイルド』

#### 助演女優賞
- マギー・スミス - 『眺めのいい部屋』
  - リンダ・コズラウスキー - 『クロコダイル・ダンディー』
  - メアリー・エリザベス・マストラントニオ - 『ハスラー2』
  - キャシー・タイソン - 『モナリザ』
  - ダイアン・ウィースト - 『ハンナとその姉妹』

### テレビ

#### 主演男優賞（ドラマ部門）
- エドワード・ウッドワード - 『ザ・シークレット・ハンター』
  - ウィリアム・ディヴェイン - Knots Landing
  - ジョン・フォーサイス - 『ダイナスティ』
  - ドン・ジョンソン - 『特捜刑事マイアミ・バイス』
  - トム・セレック - 『私立探偵マグナム』

#### 主演男優賞（ミュージカル・コメディ部門）
- ブルース・ウィリス - 『こちらブルームーン探偵社』
  - ビル・コスビー - 『コスビー・ショー』
  - テッド・ダンソン - 『チアーズ』
  - トニー・ダンザ - Who's the Boss?
  - マイケル・J・フォックス - 『ファミリータイズ』

#### 主演男優賞（ミニシリーズ・テレビ映画部門）
- ジェームズ・ウッズ - Promise
  - ジェームズ・ガーナー - Promise
  - マーク・ハーモン - 『ダブルフェイス』
  - ジャン・ニクラス - 『愛と戦いの日々 ロマノフ王朝 大帝ピョートルの生涯』
  - ジョン・リッター - Unnatural Causes

#### 主演女優賞（ドラマ部門）
- アンジェラ・ランズベリー - 『ジェシカおばさんの事件簿』
  - ジョーン・コリンズ - 『ダイナスティ』
  - タイン・デイリー - 『女刑事キャグニー&レイシー』
  - シャロン・グレス - 『女刑事キャグニー&レイシー』
  - コニー・セレッカ - Hotel

#### 主演女優賞（ミュージカル・コメディ部門）
- シビル・シェパード - 『こちらブルームーン探偵社』
  - ビアトリス・アーサー - The Golden Girls
  - エステル・ゲティ - The Golden Girls
  - ルー・マクラナハン - The Golden Girls
  - ベティ・ホワイト - The Golden Girls

#### 主演女優賞（ミニシリーズ・テレビ映画部門）
- ロレッタ・ヤング - Christmas Eve
  - ファラ・フォーセット - Nazi Hunter: The Beate Klarsfeld Story
  - エイミー・アーヴィング - 『アナスタシア/光・ゆらめいて』
  - ヴァネッサ・レッドグレイヴ - Second Serve
  - マーロ・トーマス - Nobody's Child

#### 作品賞（ドラマ部門）
- 『L.A.ロー 七人の弁護士』
  - 『女刑事キャグニー&レイシー』
  - 『ダイナスティ』
  - 『特捜刑事マイアミ・バイス』
  - 『ジェシカおばさんの事件簿』
  - 『セント・エルスウェア』

#### 作品賞（ミュージカル・コメディ部門）
- The Golden Girls
  - 『チアーズ』
  - 『コスビー・ショー』
  - 『ファミリータイズ』
  - 『こちらブルームーン探偵社』

#### 作品賞（ミニシリーズ・テレビ映画部門）
- Promise
  - 『アナスタシア/光・ゆらめいて』
  - Christmas Eve
  - Nobody's Child
  - 『ロマノフ王朝・大帝ピョートルの生涯』
  - Unnatural Causes

#### 助演男優賞
- ジャン・ニクラス - 『アナスタシア/光・ゆらめいて』
  - トム・コンティ - Nazi Hunter: The Beate Klarsfeld Story
  - ジョン・ヒラーマン - 『私立探偵マグナム』
  - トレヴァー・ハワード - Christmas Eve
  - ロン・リーブマン - Christmas Eve

#### 助演女優賞
- オリヴィア・デ・ハヴィランド - 『アナスタシア/光・ゆらめいて』
  - ジャスティン・ベイトマン - 『ファミリータイズ』
  - パイパー・ローリー - Promise
  - リリー・パルマー - 『ロマノフ王朝・大帝ピョートルの生涯』
  - ジェラルディン・ペイジ - Nazi Hunter: The Beate Klarsfeld Story
  - リー・パールマン - 『チアーズ』